# 天宁寺 (宁波)
天宁寺是中国浙江省宁波市一座曾经存在的佛寺。天宁寺原名国宁寺，始建于唐大中五年（851年），此后屡遭战火破坏，终被拆毁，仅存西塔又名咸通塔、乌龟塔，位于今中山西路庄家巷口，为浙江省境内现存年代最古的唐代砖塔。1995年，宁波市文物考古研究所对天宁寺东塔进行考古发掘，2003年对寺址进行考古，此后回填。2006年6月，宁波天宁寺被列入全国重点文物保护单位。

## 历史

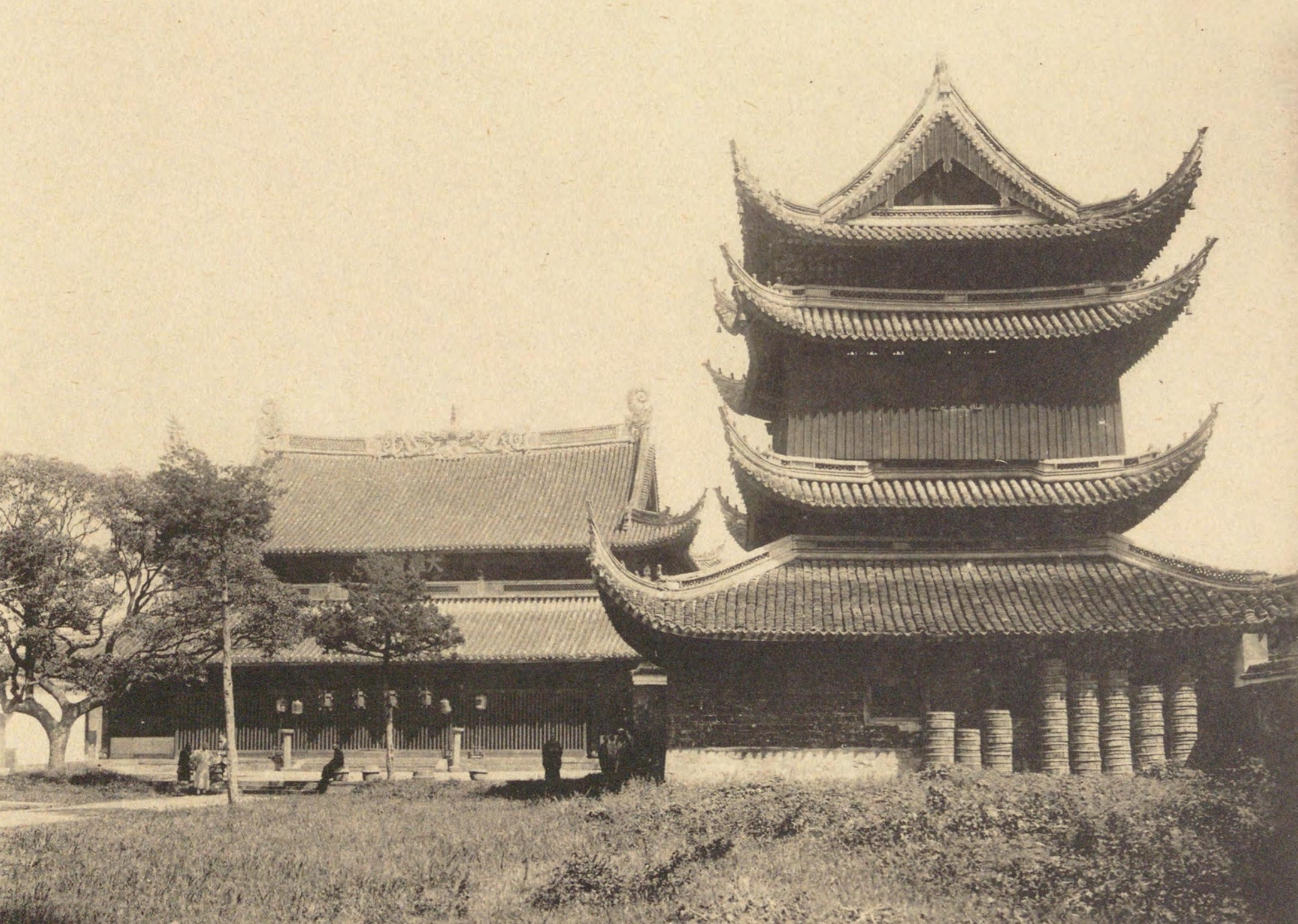
关野贞拍摄的宁波天宁寺大雄宝殿及钟楼

天宁寺始建于唐大中五年（851年），时名国宁寺。北宋崇宁二年（1103年）更名崇宁万寿寺，后更名天宁万寿寺。南宋绍兴七年（1137年），寺院成为纪念宋徽宗的道场，并更名报恩广孝寺，旋即改为报恩光孝寺。元至大二年（1309年），寺院毁于倭寇入侵，至治元年（1321年）重建，明洪武二十年（1387年）又毁，同年再度重建，信国公汤和为寺院题额。至清代，寺院屡毁屡建。1841年鸦片战争期间，英军曾毁坏佛像并掳去铜钟，后钟藏于大英博物馆。1861年，寺院再度毁于太平军，三年后重建。清光绪末年，东塔倒塌。清亡后，寺院更名为天宁寺。1949年后，天宁寺被拆毁，地面建筑仅存西塔，1995年12月修复西塔。

## 形制

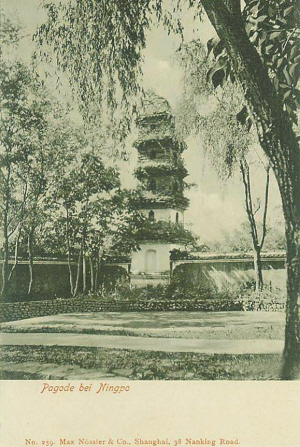
20世纪初的天宁寺西塔，德国摄影师恩斯特·柏石曼拍摄

历史上的天宁寺曾由山门、大殿、钟鼓楼、千佛阁、罗汉殿、方丈殿、禅房等建筑组成，为宁波古时规模较大的佛寺之一。寺院中有东西两塔，位于中轴线两侧，中心距离约70米，两塔间原有至山门的斜砖砌道路。这一双塔组合为中国早期寺前双塔的实例。寺中地面建筑现存西塔，东塔仅存塔基遗址，且已回填。
天宁寺西塔是天宁寺仅存的地面建筑。根据民国《鄞县通志》载，塔砖上有“咸通四年造此砖记”字样，因而推断塔建于唐咸通年间，从而此塔又称为“咸通塔”，因塔较为矮小，民间又称为“乌龟塔”。天宁寺西塔为密檐式砖塔，平面呈方形，维修前残高12米，占地11平方米。下部基座已埋于地下，为须弥座，高约40厘米，下为夯实黄泥基础及砖基，未见倾斜及位移。塔内方形中空，平均壁厚为90厘米。塔身共五层，第一层较高，为3.5米，其余各层高度从1.08米至0.84米逐层递减。塔身面宽逐层递减，中段有卷杀，使塔身轮廓呈抛物线形，这种构型有利于塔身的稳定。每层间有腰檐，用砖叠涩而成，期间夹杂数条菱角牙子砖，无仿木斗拱、莲柱装饰。原出檐较远，但残损较为严重，仅三、四、五层有部分存留，其余皆毁。壁面无装饰，一层有尖券形壸门，二层及以上每层各面有佛龛。塔顶内为穹窿状，上有二孔，其一位于中心，为塔刹木柱孔。另一略偏东，为天宫。塔刹已毁，仅有部分残余。
东塔于清光绪年间倒塌，仅存塔基。根据1995年考古发掘的结果，东塔塔基及须弥座尚存，根据基座高度推知塔向西南倾斜。塔砖多已碎裂，其中一部分构成基座内壁的砖为汉、晋墓砖，内壁另有6块砖印有“咸通三年”字样。据推断，东塔倒塌是受到子城护城河影响发生滑移，且康熙二十三年的火灾对塔的结构造成破坏所致。

## 保护与研究
天宁寺西塔于1981年12月被列入宁波市文物保护单位，1989年12月12日列入浙江省文物保护单位。1995年中山路拓宽时，寺塔风化严重，曾有拆塔拓路的提议，但最终塔得到保留和加固，12月30日完成维修工程。道路拓宽时，道路红线和地下管线也绕开了西塔，同时修建了保护绿地。同年，宁波市文物考古研究所对天宁寺东塔塔基进行了考古发掘，进一步证实了塔修建的年代。2003年，天宁寺遗址也进行了发掘，基本厘清了寺院中轴线以东的格局。2006年6月，宁波天宁寺被列入第六批全国重点文物保护单位。保护范围包含了西塔及已发掘回填和推测的寺院遗址主体部分，府桥街、法院巷、中山西路和海曙中心小学教学楼合围的区域为建设控制地带。2012年宁波轨道交通1号线西门口站至鼓楼站区间盾构施工时，采用特殊减震工艺，避免了对寺塔的破坏。

## 图片

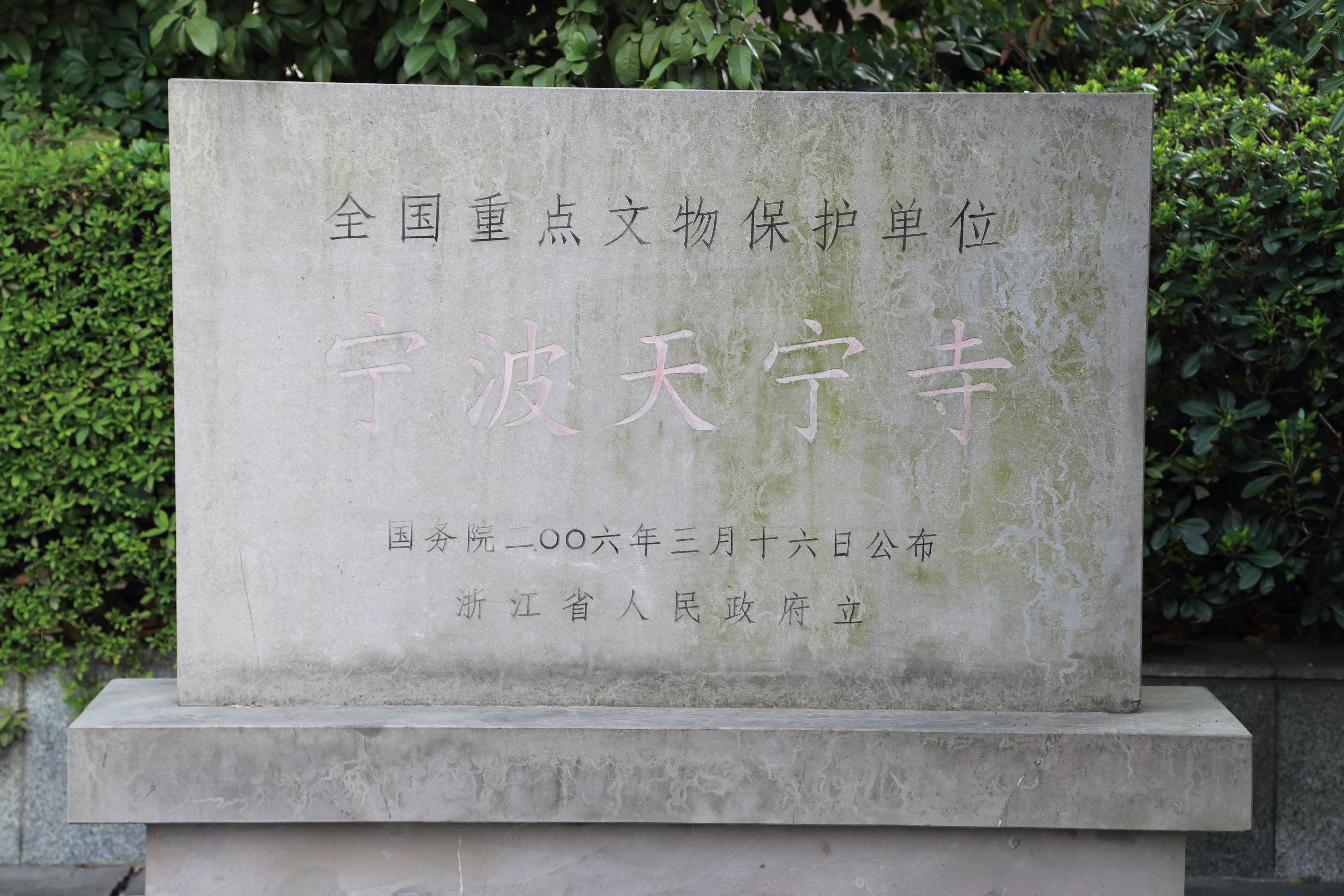
文物保护碑
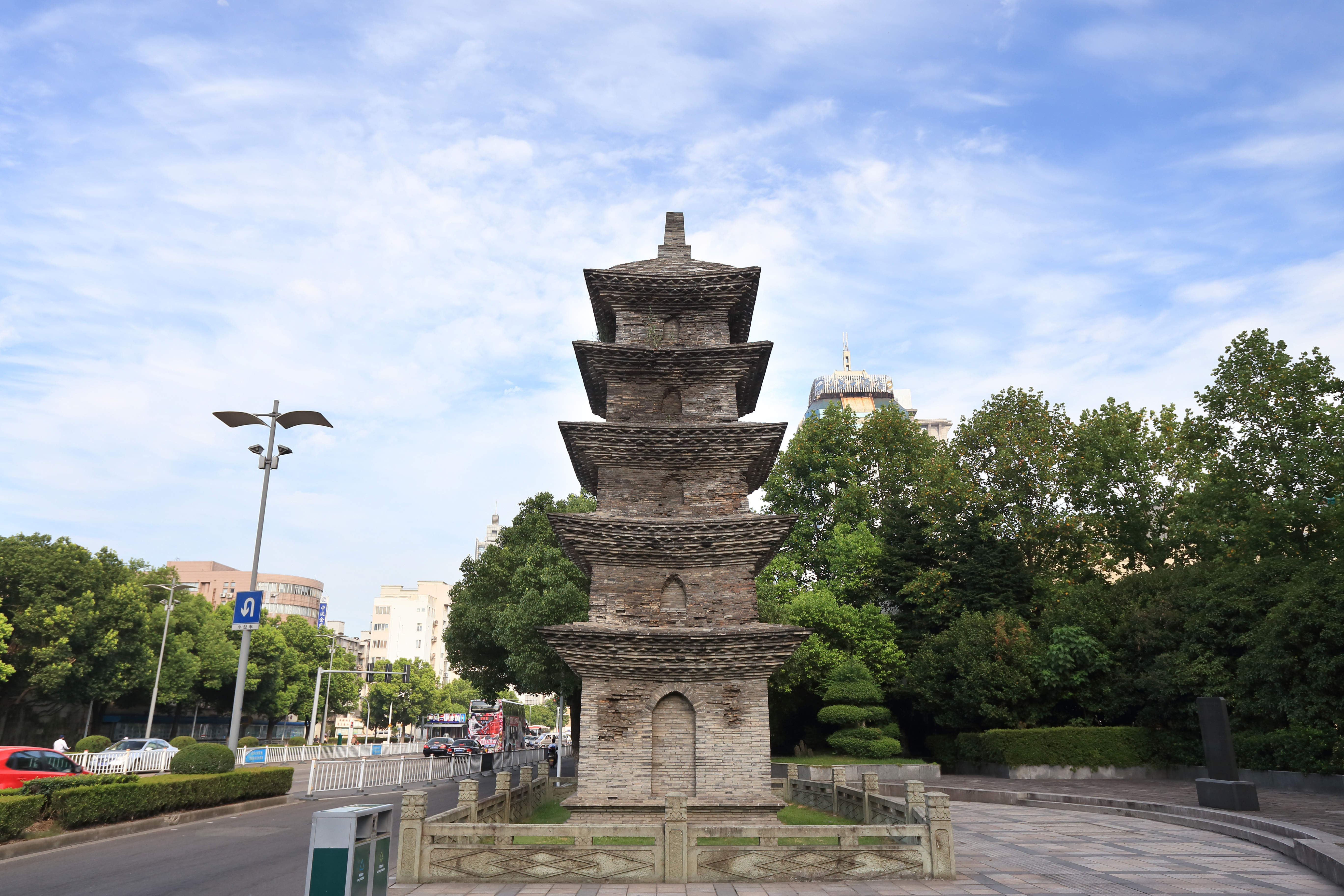
东面
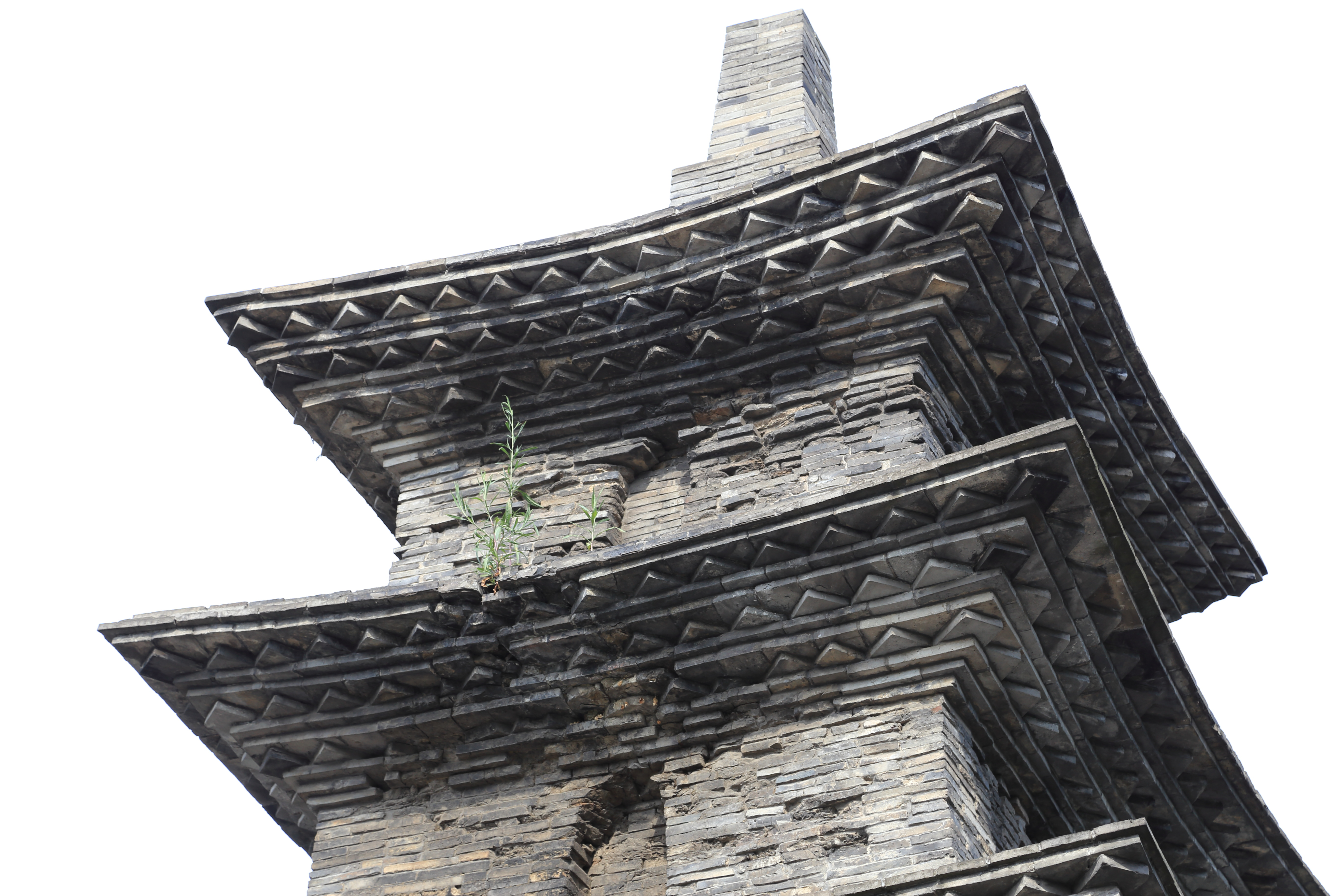
四、五层檐和塔刹
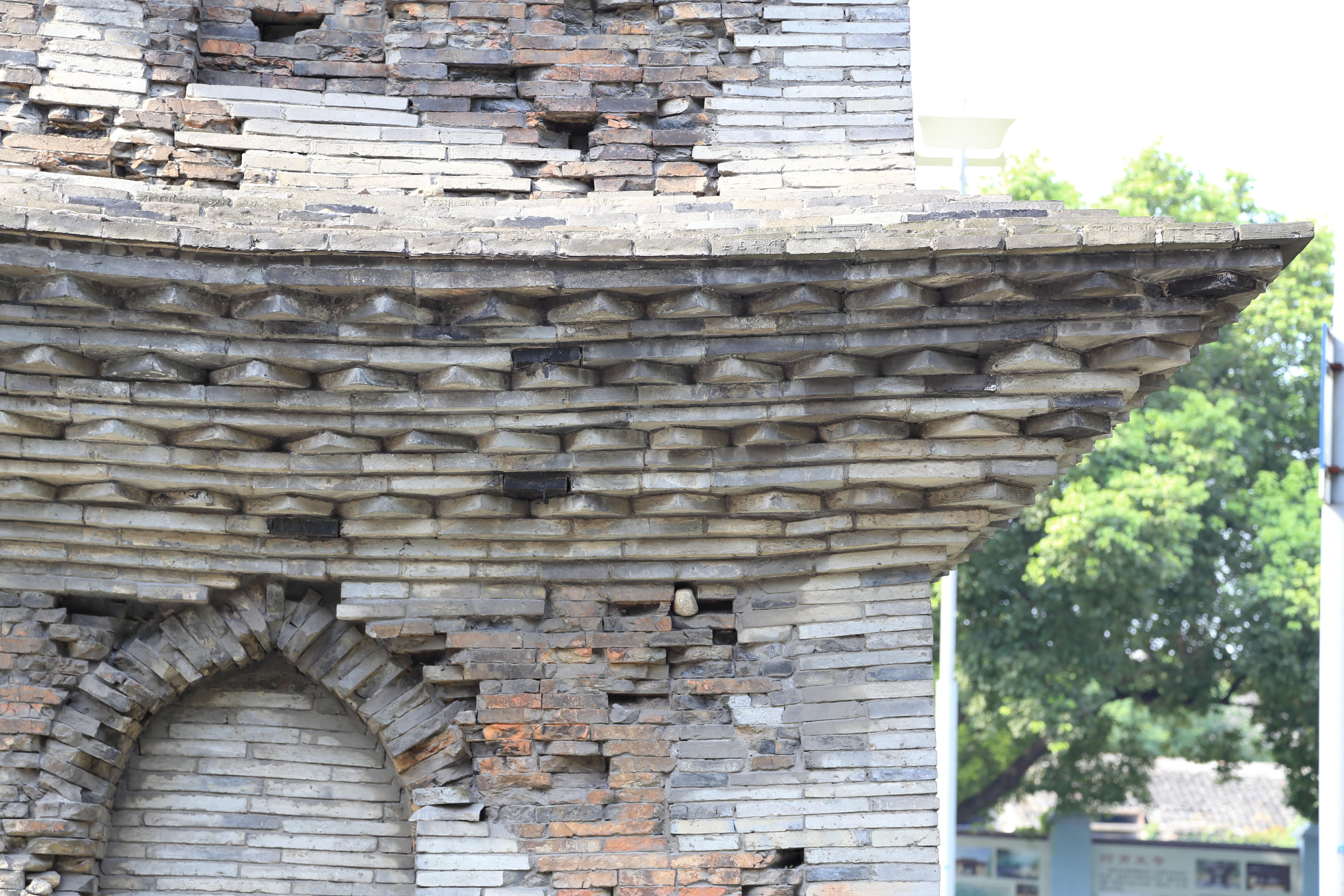
一层檐
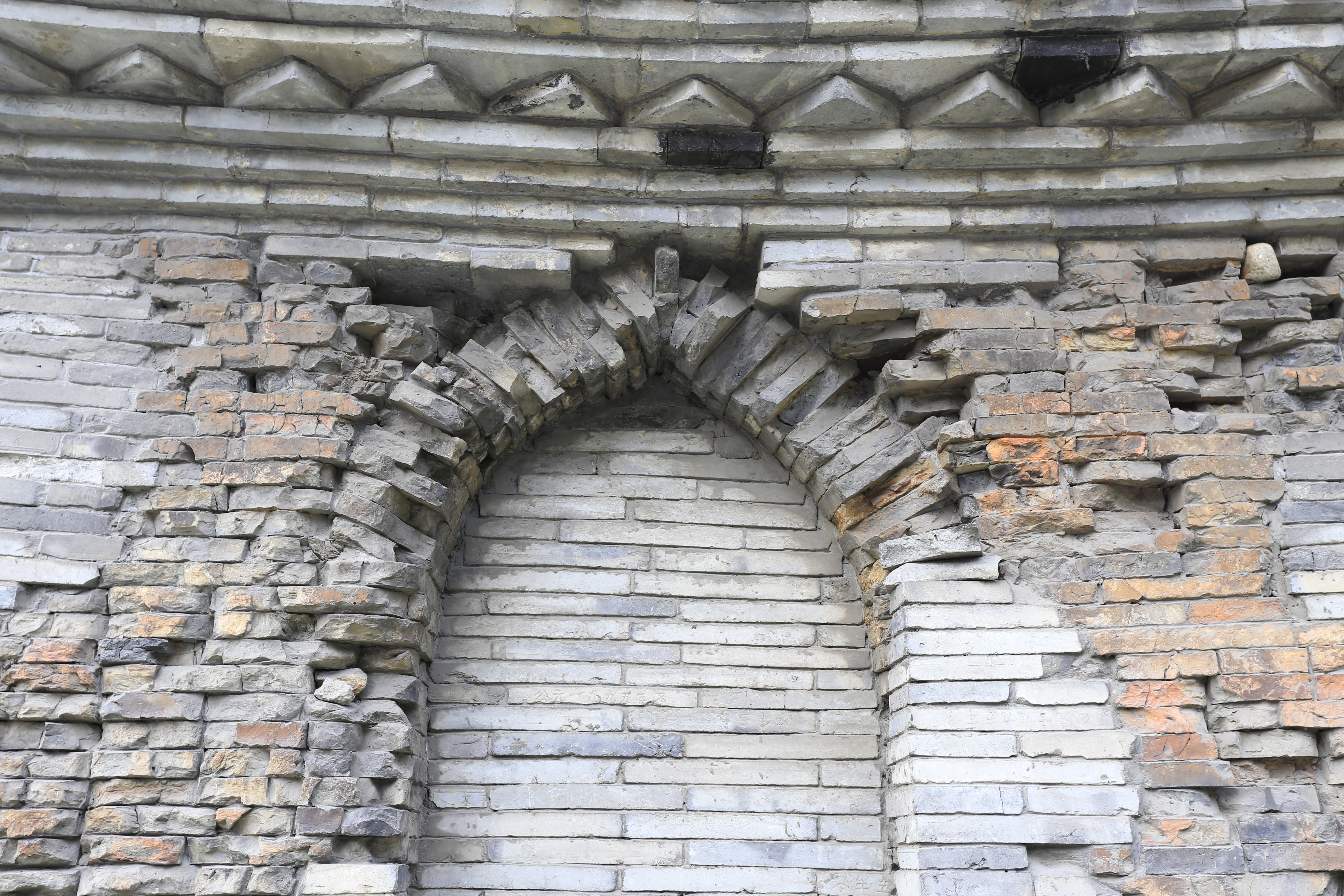
北侧壸门
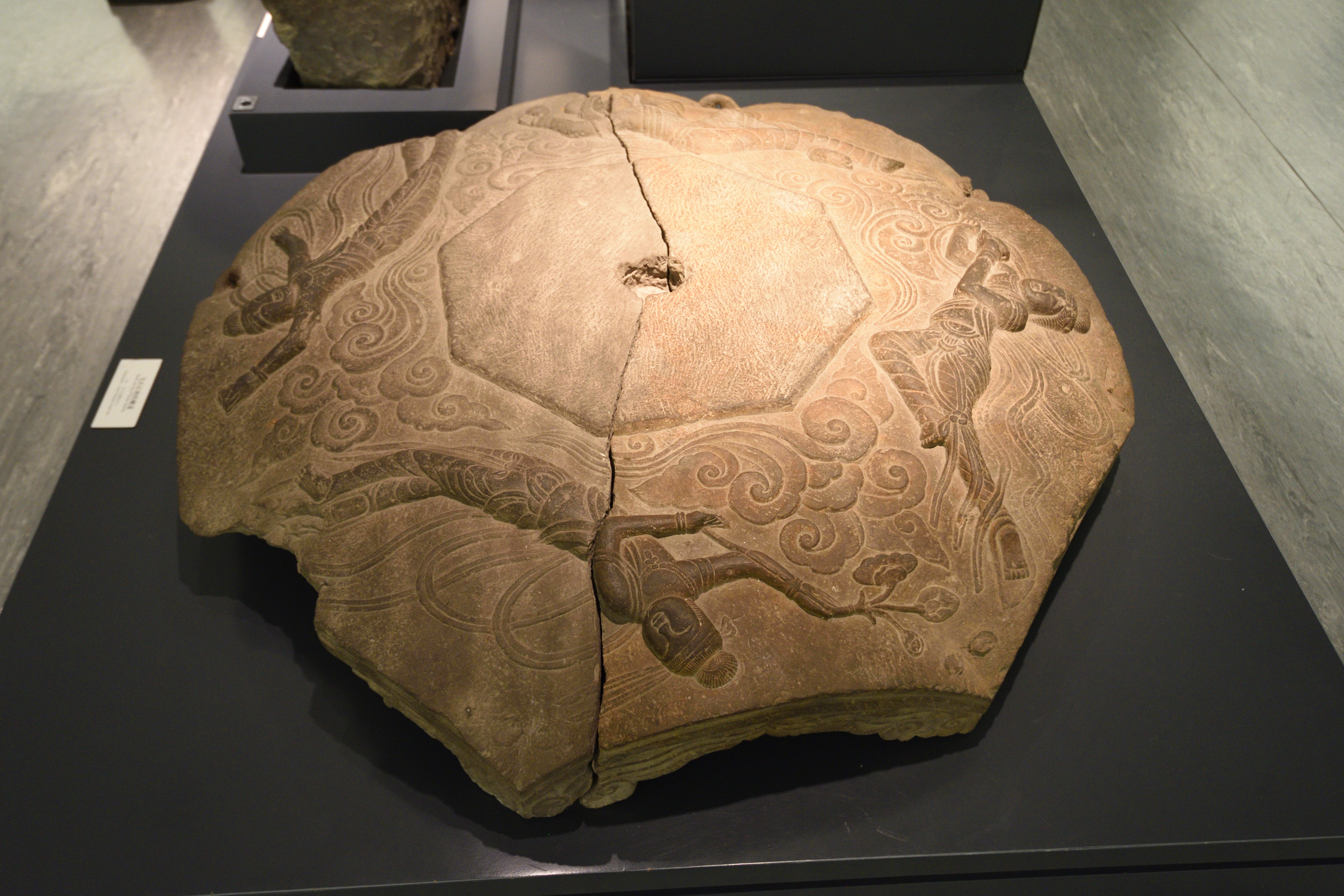
天宁寺遗址出土经幢宝盖
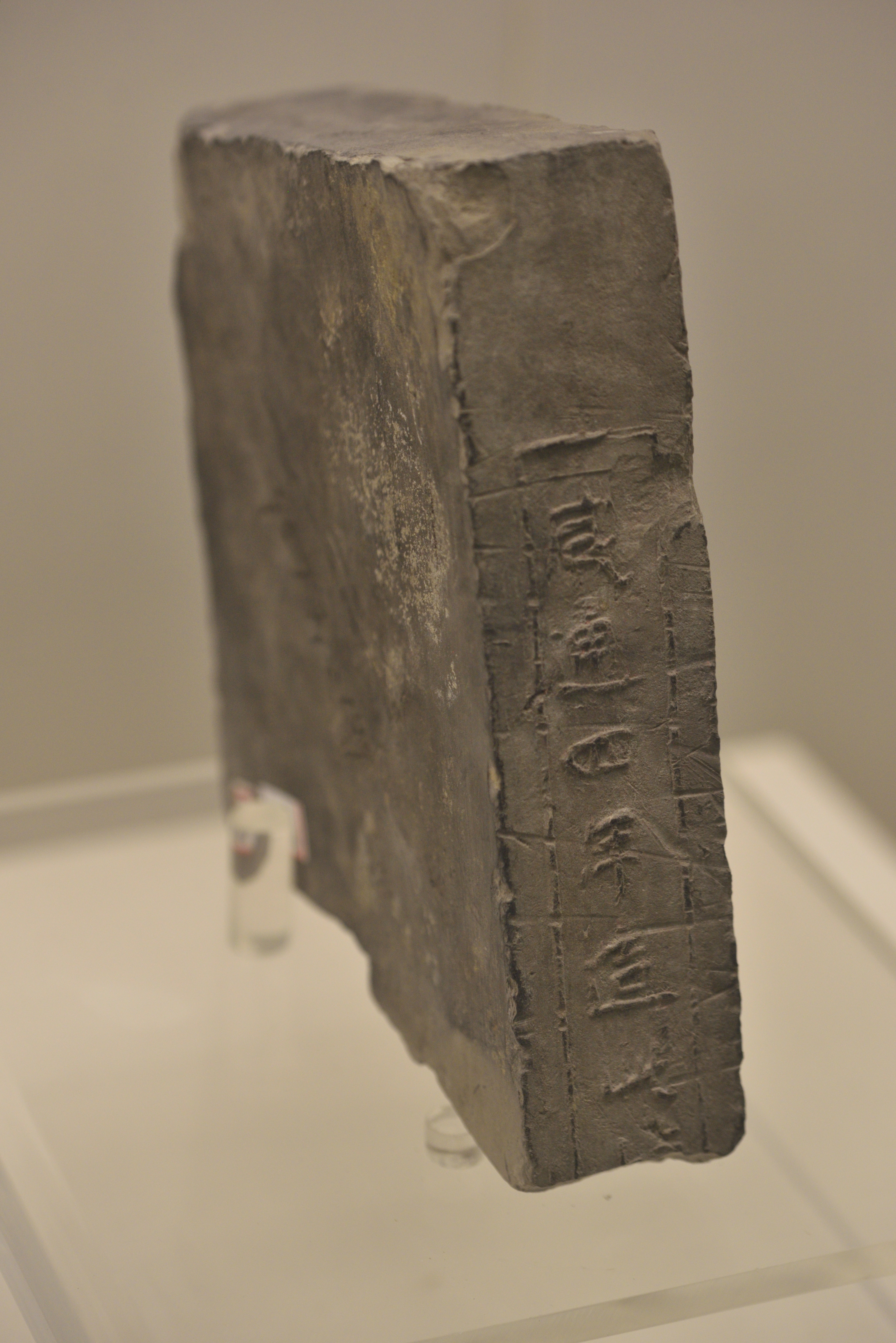
天宁寺遗址出土“咸通四年”砖
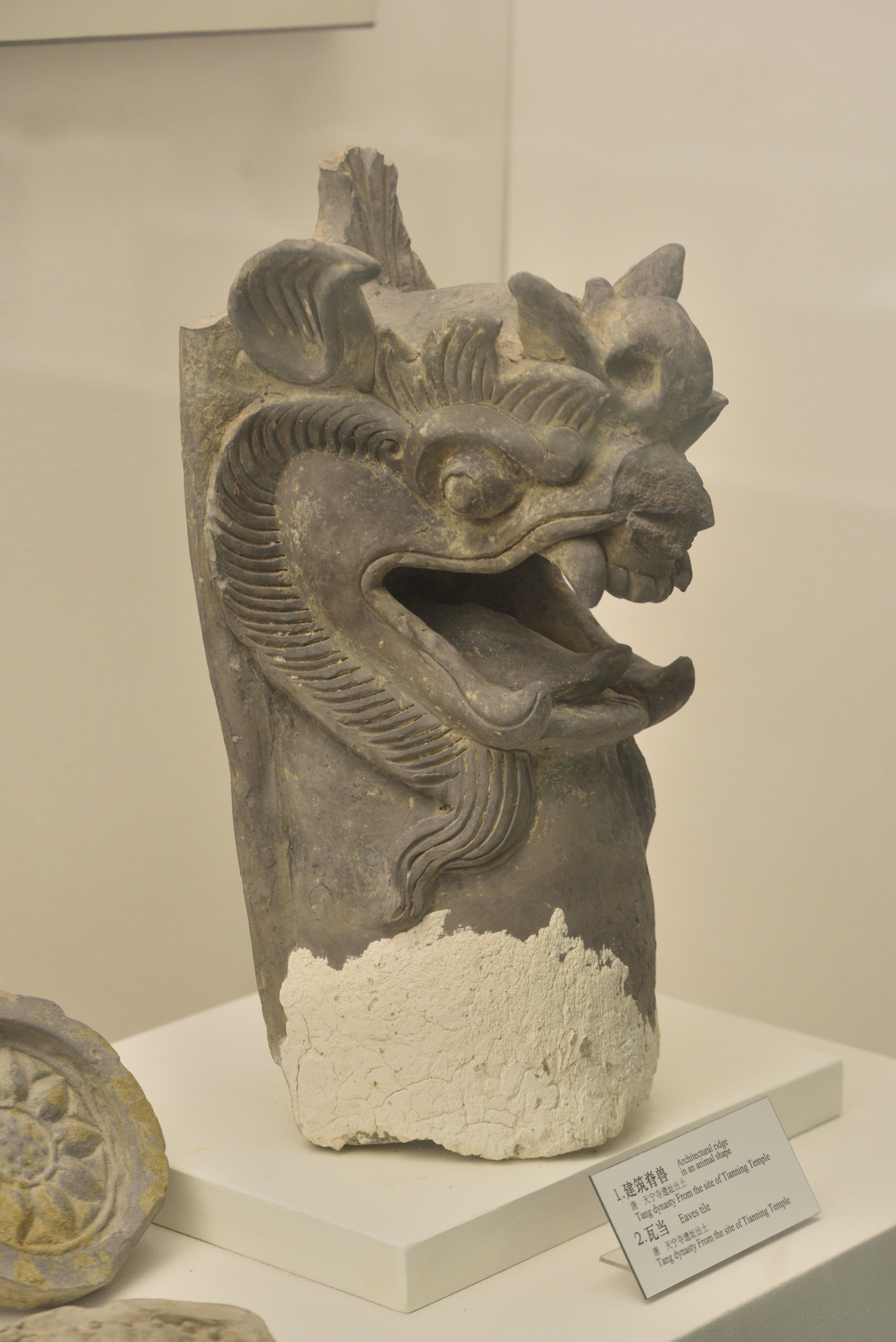
天宁寺遗址出土脊兽